# Algemene begraafplaats Bergen

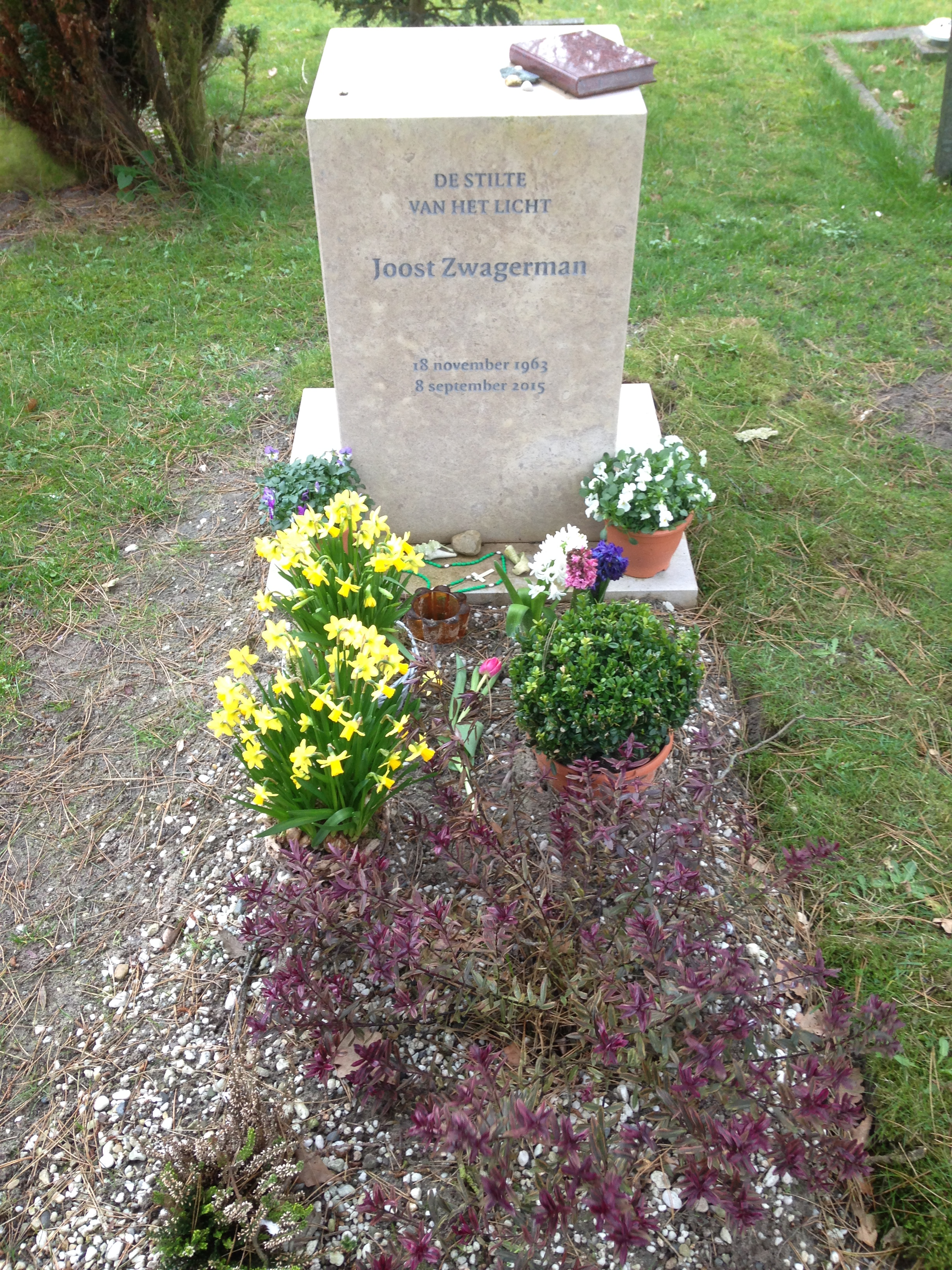
Het graf van Joost Zwagerman

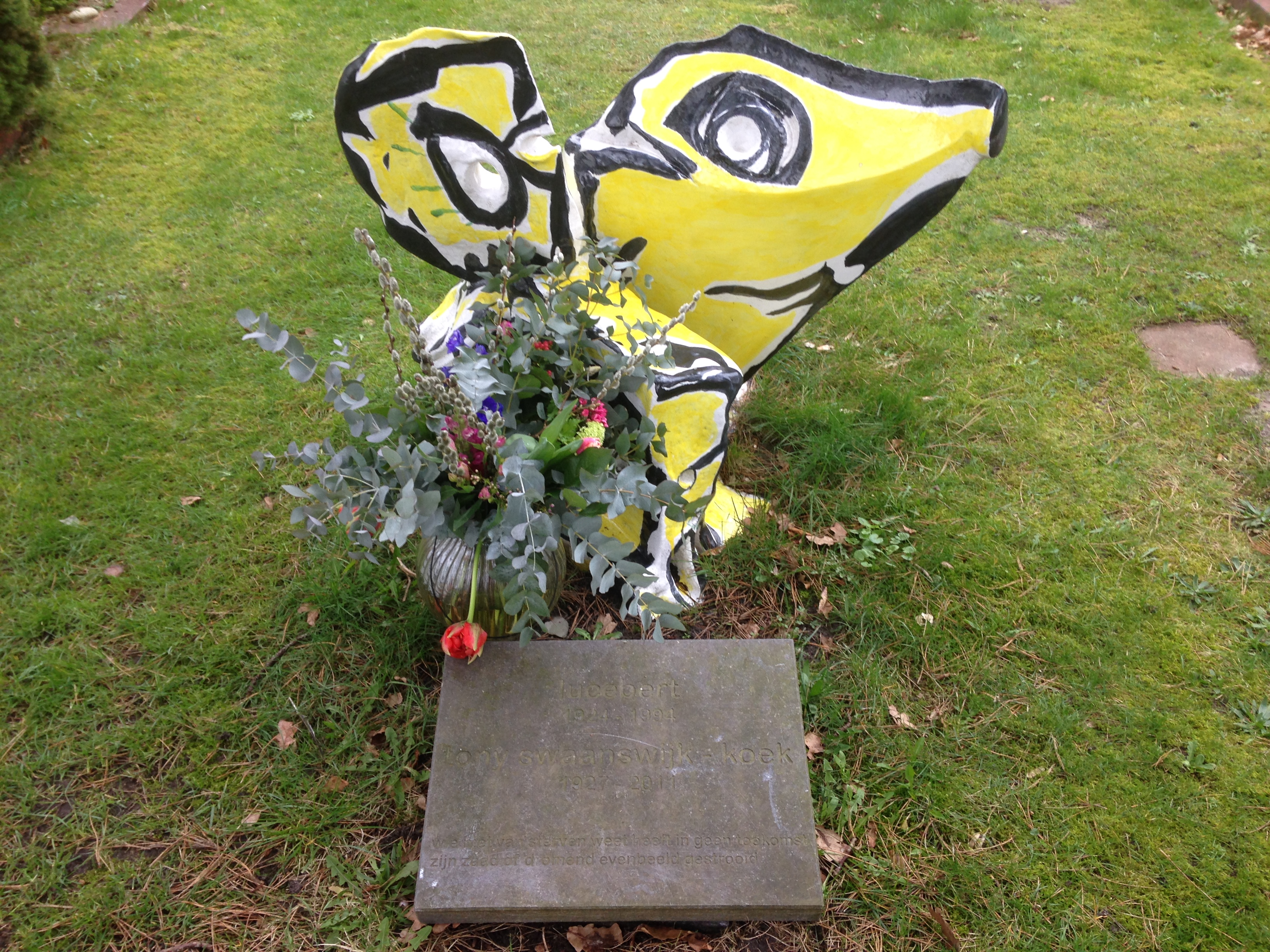
Het graf van Lucebert

De algemene begraafplaats Bergen is een begraafplaats uit 1920, gelegen aan de Kerkedijk in de Nederlands plaats Bergen (Noord-Holland). De begraafplaats werd ontworpen door de gemeentearchitect J.C. Leijen. De begraafplaats bestaat uit een algemeen deel en een Rooms-Katholiek gedeelte. Er is in totaal ruimte voor 2500 graven.

## Oorlogsgraven van het Gemenebest
Er is een ereveld met 247 doden uit de Tweede Wereldoorlog afkomstig uit landen van het Gemenebest. De meesten waren vliegeniers. Van 34 van hen is de identiteit onbekend. Er liggen ook 13 Poolse vliegeniers. Er staat een herdenkingskruis (Cross of Sacrifice) naar ontwerp van Sir Reginald Blomfield. Het is uitgevoerd in natuursteen, en er is een bronzen zwaard op aangebracht. De Commonwealth War Graves Commission is verantwoordelijk voor dit ereveld, die de begraafplaats heeft ingeschreven als Bergen General Cemetary.
Nog op 11 mei 2004 zijn zes bemanningsleden van een Britse bommenwerper hier begraven. Zij waren gevonden bij graafwerk in Opmeer. Het toestel was op 10 mei 1941 neergehaald, op weg naar Berlijn voor een bombardement. De piloot van het toestel lag al op deze begraafplaats.

## Bekende namen
Op dit kerkhof liggen begraven:
- Adriaan Roland Holst (1888-1976), dichter
- Charley Toorop (1891-1955), schilderes
- E. du Perron (1899-1940), schrijver
- Lucebert (1924-1994), dichter en schilder
- Leo Derksen (1926-2002), journalist
- Joost Zwagerman (1963-2015), schrijver
- Jan van Herwijnen (1889-1965), schilder